# Decorsea
Decorsea es un género de plantas con flores con seis especies perteneciente a la familia Fabaceae. Es originario del este de África y Madagascar.

## Taxonomía
El género fue descrito por René Viguier y publicado en Notulae Systematicae. Herbier du Museum de Paris 14(3): 181. 1951.

## Especies aceptadas
A continuación se brinda un listado de las especies del género Decorsea aceptadas hasta agosto de 2014, ordenadas alfabéticamente. Para cada una se indica el nombre binomial seguido del autor, abreviado según las convenciones y usos.	
- Decorsea dinteri (Harms) Verdc.
- Decorsea galpinii (Burtt Davy) Verdc.
- Decorsea grandidieri (Baill.) M.Peltier
- Decorsea livida
- Decorsea meridionalis
- Decorsea schlechteri (Harms) Verdc.